# دیونیزیو آگوادو

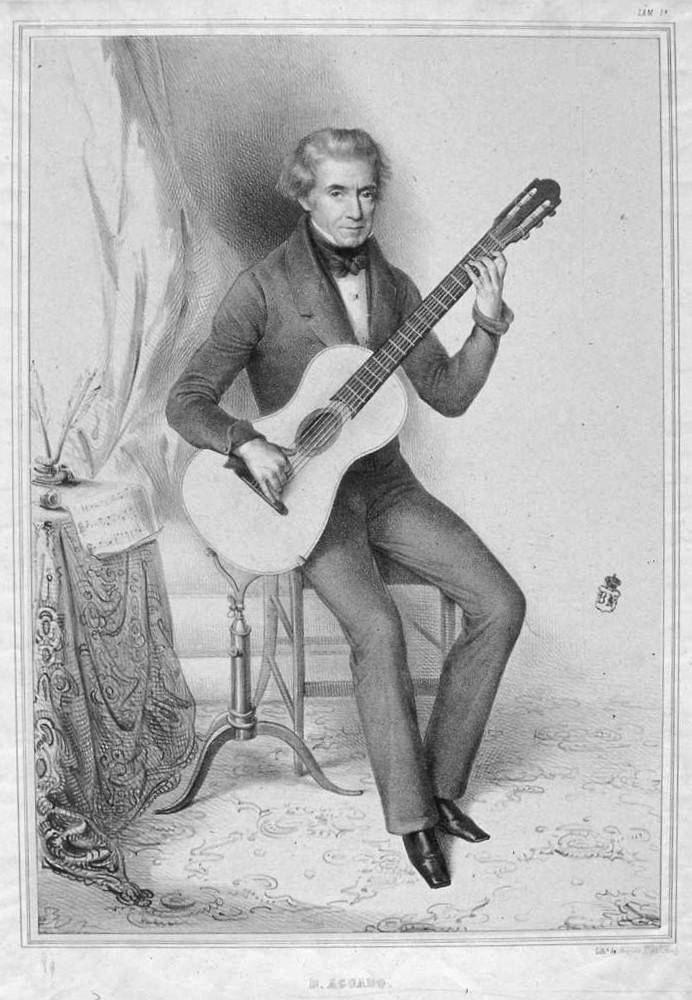
دیونیزیو آگوادو

دیونیزیو آگوادو (به اسپانیایی: Dionisio Aguado y García) (زادروز ۸ آوریل ۱۷۸۴-درگذشته ۲۹ دسامبر ۱۸۴۹) نوازنده و آهنگساز گیتار کلاسیک اهل اسپانیا بود.
او در مادرید به دنیا آمد و درس‌های موسیقی را نخست در یک مدرسهٔ کلیسایی و سپس نزد میگوئل گارسیا فرا گرفت. سپس به آبادیهای خارج از شهر رفت و زندگی خود را به‌طور کامل وقف نوازندگی گیتار نمود و در سال ۱۸۲۵ به پاریس رفت و محبوبیت زیادی کسب کرد. درآنجا مدتی با فرناندو سور زندگی کرد، اگرچه آن‌ها تا حدودی برداشت‌های متضادی از هنر نوازندگی داشتند (سور با نوک انگشتان و آگوادو با با ناخن، می‌نواختند) اما برای همهٔ عمر، دوست باقی ماندند. قطعهٔ دو دوست سور یادآور این دوران دوستی است. این‌دو آنقدر با هم صمیمی بودند که از نظرات هم برای ساخت قطعات مختلف استفاده می‌کردند و دوئت‌های زیادی را در اروپا به اجرا گذاشتند. آگوادو در سال ۱۸۳۸ به اسپانیا بازگشت و در سال ۱۸۴۹ در همان‌جا درگذشت.